# Галиаскаров, Махмут Сабирович
Махмут Сабирович Галиаскаров (Пустой шаблон {{ВД-Преамбула}} ) — советский хозяйственный и государственный деятель, лауреат Государственной премии СССР за выдающиеся достижения в труде. Член КПСС.

## Биография
Родился в 1936 году. 
В 1960—1991 годах — горнорабочий очистного забоя, бригадир добычной бригады участка № 8 шахты «Северная» комбината «Воркутауголь» Министерства угольной промышленности СССР.
Бригада Галиаскарова за четыре года одиннадцатой пятилетки выдала на-гора более 600 тысяч тонн угля, в том числе 24,5 тысячи тонн сверх плана.
За большой личный вклад в наращивание темпов добычи угля был в составе коллектива удостоен Государственной премии СССР за выдающиеся достижения в труде 1985 года.
Жил в Воркуте.

## Награды
- Орден Октябрьской Революции
- Орден Трудового Красного Знамени